# Супернова (фільм)
«Супернова» ((ест. «Supernoova»), інша назва: «Легка рука») — радянський художній фільм 1965 року, знятий на кіностудії «Талліннфільм».

## Сюжет
Естонським астрономам вдалося відкрити Супернову (згорілу зірку, яка перетворилася на карлика, що світиться). Це дуже рідкісна подія. Але бюрократи з Академії наук не бажають реєструвати відкриття. Вони вважають, що сталася помилка…

## У ролях
- Аго-Ендрік Керге — Ерік Круус (дубляж: Володимир Костін)
- Антс Ескола — професор Канне (дубляж: Арон Подгур)
- Лійна Орлова-Хермакюла — Малле (дубляж: Валентина Пугачова)
- Агнесса Петерсон — Ілона (дубляж: Галина Теплинська)
- Маті Клоорен — Вальдре (дубляж: Віктор Соколов)
- Ейнарі Коппель — Ланг
- Хейно Мандрі — Пальман
- Вольдемар Алев — епізод
- Енн Адуссон — репортер
- Ханно Кальмет — фізик

## Знімальна група
- Режисер — Вельйо Кяспер
- Сценаристи — Ілля Авербах, Анатолій Ромов
- Оператор — Харрі Рехе
- Композитор — Ян Ряетс
- Художник — Халья Клаар